# Ђорђе Космајац
Ђорђе Космајац (Власеница, код Владимираца, 6. мај 1903 — Београд, 6. март 1942) био је агент Специјалне полиције и заменик управника концентрационог логора на Бањици. Убијен је у познатом атентату који су извели припадници Народноослободилачког покрета.

## Биографија
Рођен је 6. маја 1903. године у селу Власеница, код Владимираца, у тадашњем Посавско-тамнавском срезу. Од 1926. године је радио у Управи града Београда.
Био је истакнути полицијски агент у Четвртом (антикомунистичком) одсеку Опште полиције и углавном се бавио откривањем илегалних партијских организација КПЈ и њихових чланова. Остао је упамћен као један од најпрепознатљивијих носилаца тортуре над ухапшеним комунистима у истражном затвору Управе града Београда популарној „Главњачи”. Сачувана су бројна сведочења у којима га жртве полицијске тортуре терете као ноторног батинаша. У предратном периоду, хапсио је, малтретирао и прогонио многе познате комунистичке револуционаре, међу којима су — Спасенија Цана Бабовић, Крсто Попивода, Бранко Крсмановић, Светозар Вукмановић, Бора Марковић, Марко Орешковић и др.
Као веома способан полицајац, напредовао је у служби, па је је био унапређен за поднадзорника агената Управе града Београда. Поред рада у Београду, често је Светозаром Вујковићем, шефом Четвртог одсека, по потреби одлазио у друге крајеве земље где су тамошњим полицијским агентима помагали у борби против комуниста.
Након окупације Југославије, 1941. године, као припадник фашистичке организације „Збор” ставио се у службу окупатора и наставио рад у Специјалној полицији. Јула 1941. када је основан концентрациони логор на Бањици био је именован за заменика управника логора Светозара Вујковића.
Као предратни полицијски агент који је годинама радио на хапшењу комуниста и њихових симпатизера имао је велику улогу у сузбијању рада Комунистичке партије Југославије (КПЈ) и Народноослободилачког покрета (НОП) у окупираном Београду. Имао је обичај да се колима вози по Београду и на улици препознаје своје раније ухапшенике и поново их хапси. Током 1941. године учествовао је у организовању хапшења и ликвидацији многих истакнутих личности КПЈ и НОП, међу којима су — Ђуро Стругар, Давид Пајић, Вукица Митровић, Милош Матијевић, Владета Поповић и др.
Како би онемогућили његов даљи рад, чланови НОП-а у Београду су одлучили да га убију. Први покушај атентата на њега одиграо се крајем августа 1941. године када су му у бифеу у улици Књегиње Љубице, браћа Обрад и Никола Сикимић, у пиће сипали отров (стрихнин). Одмах је осетио горчину у чаши и упутио се лекару. Лекар, који је био антифашистички оријентисан, убедио је Космајца да се није радило о тровању већ о нервном шоку услед умора. Иако је поверовао лекару, Космајац је осећао опасност да му комунисти „раде о глави” и постао је веома обазрив.
Други атентат на њега, испланирала је крајем фебруара 1942. године Јелена Ћетковић, секретар Месног комитета КПЈ за Београд. Свега неколико дана, пре планираног атентата полиција је ухапсила Јелену. Чланови ударне групе, коју је формирала — Ђуро Мађерчић, Милић Мартиновић, Никола Стринека и Бранко Булат, не сумњајући у њу извршили су планирану акцију 6. марта 1942. године. Тог дана, Космајац је у пратњи агента Обада Залада, кренуо из свог стана у Улици Цара Уроша број 17 ка згради „Главњаче”. На углу Улице Цара Уроша и Улице Змаја од Ноћаја чланови ударне групе су их сачекали у заседи и ликвидирали.
Након њиховог убиства, Београд се два дана налазио под полицијском опсадом и блокадом Вермахта. Као одмазду за ово убиство, као и убиство фолксдојчера Алојза Крала, полицијског службеника из Панчева, који је убијен дан раније 5. марта, по наређењу СС генерала Аугиста Мајснера стрељано је 7. марта у Јајинцима 150 лица — међу којима 96 заточеника логора на Бањици, углавном из Београда и Панчева.
Космајац и Залад сахрањени су на Новом гробљу, а на њиховој сахрани опроштајни говор је одржао управник Града Београда Драги Јовановић. Лист „Наша борба”, гласило покрета „Збор”, окарактерисало је овај атентат као „мучко убиство сјајних националиста и одличних службеника”.
Женио се два пута. први пут са Ружицом, рођеном Комљеновић из Осијека и други пут Миленијом, рођеном Ивковић. Имао је сина Микицу.